# Inés Acevedo Biester
Inés Acevedo Biester (París, 21 de agosto de 1905 - Bogotá c. 1995), fue una pintora y retratista franco-colombiana.

## Biografía
Nació en París en 1905 mientras su padre, el pintor Ricardo Acevedo Bernal, se encontraba estudiando en la Academia Julian. Entre 1929 y 1933 estudió en Roma en el Instituto Técnico Industrial y en la escuela de dibujo Gli'ncurabili en 1933. En la Real Academia de Bellas Artes se formó en pintura y decoración en las técnicas de pintura mural al óleo y acuarela. Así como grabado en aguafuerte, xilografía, punta seca y grabado aguatinta.

## Obras
Durante la carrera artística de Inés Acevedo Biester, en total se calcula que elaboró aproximadamente 300 retratos entre los que se encuentran:
- 9 retratos en la Sociedad de Cirugía de Bogotá[1]
- 8 retratos en la Academia de Medicina de Bogotá[1]
- 1 retrato de Ernesto Michelsen[1]
- 1 retrato de Luis Vargas.[1]

En la Academia de Historia los retratos de
- 3 retratos cada uno representa respectivamente los rostros de Raimundo Rivas, José María Restrepo Sáenz y  de Antonio Gómez Restrepo.[1]
- 1 retrato de Eduardo Santos[1]
- 1 retrato de cuerpo entero de Luis Ángel Arango[1]
- 1 Retrato de Monseñor Fidel León Triana y el cuadro San Juan Bautista de la Salle[1]
- 1 Retrato del doctor Ricardo Hinestroza[1]
- 1 Retrato de Sanín Cano[1]
- 1 retrato de Andrés Bello[1]
- 1 retrato de Antonia Santos[1]

#### Arte Religioso
- La Virgen y el Niño
- Sagrado Corazón de Jesús Sagrado Corazón de Jesús - 1938 (Colección Privada)

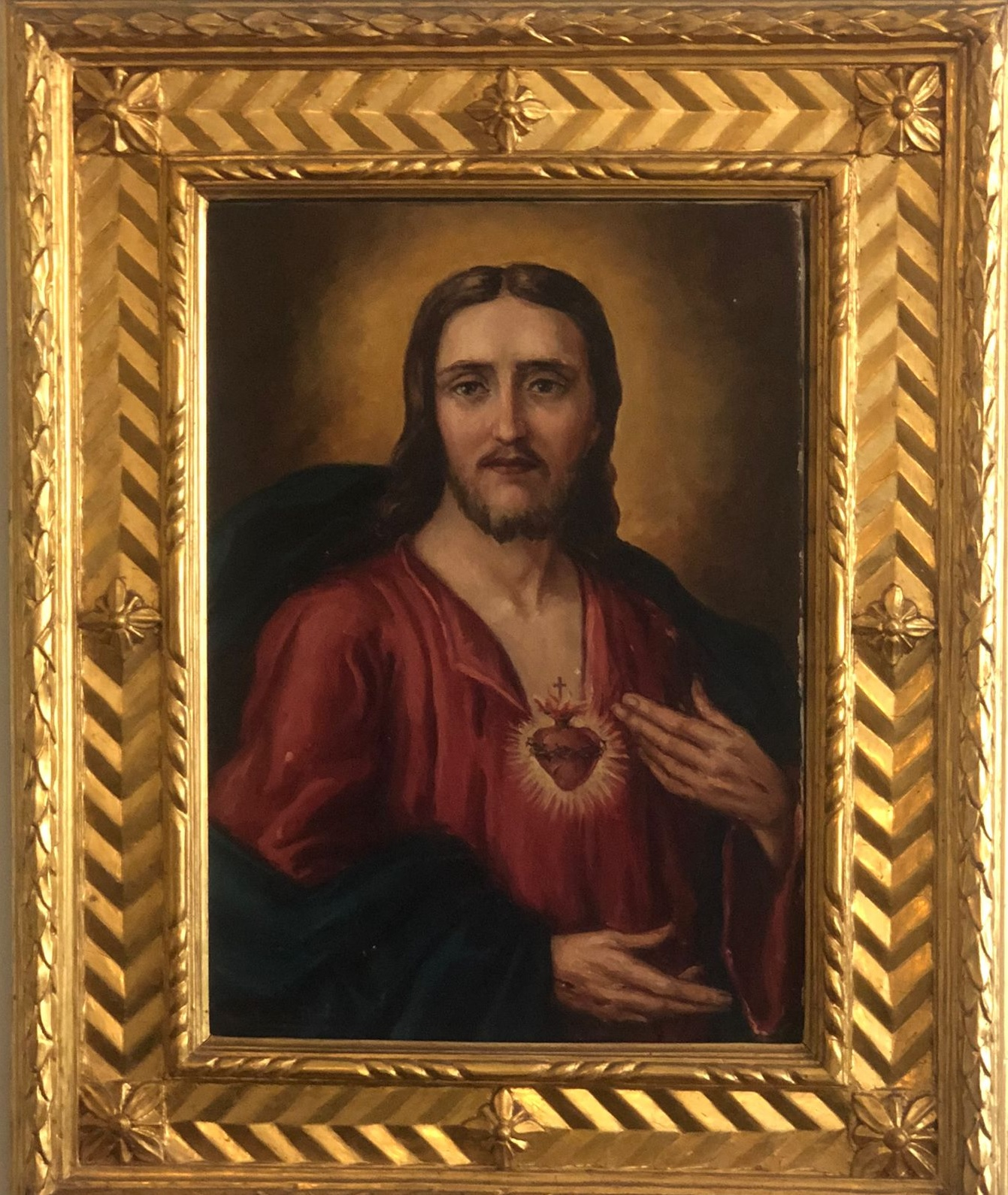
Sagrado Corazón de Jesús - 1938 (Colección Privada)

Aprendió y práctico técnicas del grabado, como la xilografía, la litografía, la punta seca y el agua fuerte. En suma, fue una de las primeras mujeres que retrató cuerpos desnudos por medio de la técnica del dibujo natural y la anatomía, saberes qué en su época de formación disciplinar se encontraban prohibidos para las mujeres. De acuerdo, con Linda Nochlin y Janet Wolf restringir a la mujer está práctica implicó alejarla de un componente esencial de la formación artística y con ello les asignó áreas menores como el retrato, el paisaje o la pintura de la naturaleza y flores. Por esta razón, la práctica de dibujo de Inés Acevedo Biester fue transgresora para su época y le posibilitó ampliar su desarrollo artístico.

## Contexto
El siglo XX en Colombia, periodo en el que vivió Inés Acevedo Biester, estuvo marcado por la hegemonía conservadora (1886 -1930) y su relación estrecha con la iglesia católica, institución que ayudó a la imposición de los valores y prácticas para el control de la sociedad. Por otro lado, se llevó a cabo el proceso de modernización e industrialización, por medio del que las mujeres fueron introducidas al ambiente laboral y educativo, esto implicó la construcción de una serie de roles y conductas que ellas debían cumplir; un ejemplo de ello era: al iniciar las clases, a las mujeres se les daba una pequeña introducción sobre moral que les recomendaba confesarse una vez al mes, así como auxiliar a los enfermos y pobres. Además, se les consideraba qué sólo podían casarse, ser maestras de primaria, de “artes para señoritas” o unirse a una orden religiosa.
Inés Acevedo Biester, tuvo una vida privilegiada como lo reconoció en su diario, lo que le permitió viajar por algunos lugares del mundo, recibir una educación especializada y sentirse parte de la alta sociedad Bogotana. Se reconocía a ella misma como una mujer en una posición social superior a otras mujeres, a quienes en varias ocasiones consideraba por tener que trabajar con el sudor de su frente. Esa posición social le posibilitó a Inés Acevedo Biester y su hermana María Acevedo Biester, acercarse a las artes plásticas y musicales respectivamente, posicionando las artes no como un pasatiempo, sino como una carrera en la que pudieron desempeñarse. Esto también se dio gracias a que no se casaron y tampoco tuvieron familia, razón por la que no asumieron el papel como amas de casa. Lo anterior revela una de las realidades de las mujeres de la época, quienes debían decidir entre intentar ser profesionales o ser aceptadas socialmente, cumpliendo su supuesto rol en la sociedad.

Al respecto de la soltería en las mujeres de finales del siglo XIX y principios del siglo XX: 
"Permanecer soltera era una realidad para muchas, aunque escasamente era un estado contemplado como elección, dado que implicaba una sanción social y la obligación de continuar en la casa de los padres. No obstante, la soltería fue una condición bastante común, y aquellas que la tomaron como opción lo hicieron para tener mayor independencia en su vida personal, para dedicar su tiempo y energía a una labor creativa, o en virtud de su orientación sexual"
Ahora bien, frente a las vicisitudes qué tuvo qué atravesar Inés Acevedo Biester, debido a la muerte de sus padres, es de destacar su proceso de consolidación por medio de la elaboración y venta de retratos lo cual, le permitió posicionarse como una pintora y adquirir una independencia económica. Sacando así el arte producido por mujeres del ámbito doméstico y posicionándolo al nivel de las obras producidas por hombres, es decir salir del espacio privado al público.

### Trayectoria Académica
La trayectoria académica de Inés Acevedo Biester fue sobresaliente durante la gran parte su vida. En 1933 culminó sus estudios de Arte en Roma. Dos años después ocupó el cargo de Agregada de la Embajada de Colombia en Roma. En 1940, en Colombia, fue nombrada profesora de Dibujo de la Universidad Pedagógica Nacional, y en la Escuela de Bellas Artes de la Universidad Nacional de Colombia fue docente de pintura y perspectiva en decoración. Posteriormente, en 1948 hizo parte de la planta docente de la Universidad Javeriana y en 1954 fue profesora de dibujo en Arquitectura de la misma universidad.

### Exposiciones
La trayectoria artística de Inés Acevedo Biester es amplia. Inició en 1933, cuando participó en exposiciones colectivas de arte latinoamericano llevadas a cabo en el Palacio de Exposiciones en el Círculo Artístico, y en el Instituto Beato Angélico, donde resultó ganadora con un fresco de composición original de la Virgen y el Niño. Posteriormente, en el año de 1953 participó en el I Salón de Artistas Colombianos con la pintura al óleo, Telar de San Gil, la acuarela, Interior y el fresco, la Virgen con el Niño. En los años 1941 y 1943 participó en las versiones II y III de los salones de Artistas colombianos, en este último presentó las pinturas al óleo, la Labor y el retrato de doña Lucía Cook de Bernal Jiménez.
Años después, en 1951 estuvo presente en la exposición de arte femenino donde expuso el retrato de la señora de Carlos Lleras, el cual fue declarado fuera de concurso. En ese mismo año participó en la Exposición de Arte Religioso realizada con motivo del festejo del Año Mariano, donde expuso un cuadro de La Virgen con el Niño. En esta misma década expuso en la Academia de Historia un cuadro titulado, Firma del Acta de Independencia. Finalmente, en 1962, presentó sus obras en la Sala Gregorio Vásquez de la Biblioteca Nacional, junto con la escultora Josefina Albarracín

### Premios y condecoraciones
En 1945 obtuvo un diploma honorífico en una exposición internacional llevada a cabo en los Estados Unidos. Posteriormente, en el año 1957 la Universidad Javeriana le otorgó una condecoración que reconocía su trabajo en la técnica de pintura.